# Airtours International
Airtours International (im Außenauftritt Airtours) war eine britische Charterfluggesellschaft mit Sitz in Manchester. Das Unternehmen wurde im Jahr 2002 zur MyTravel Airways (UK) umfirmiert und ging im Jahr 2008 in der britischen Thomas Cook Airlines auf.

## Airtours International
Die Fluggesellschaft Airtours International wurde am 10. Oktober 1990 in Manchester als Tochterunternehmen des Reiseveranstalters Airtours Holding gegründet. Die Betriebsaufnahme erfolgte am 20. März 1991 mit einem Flug von Manchester nach Rhodos. Anfänglich setzte die Gesellschaft fünf geleaste McDonnell Douglas DC-9-83/MD-83 ein.
Im September 1993 wurde die Flotte mit den ersten Airbus A320 ergänzt, einen Monat später kamen die ersten zwei Boeing 757 zum Einsatz. Bereits im Juli 1993 hatte die Airtours Holding den in Cardiff ansässigen Reiseveranstalter Aspro Holidays übernommen, dessen Tochtergesellschaft Inter European Airways am 31. Oktober 1993 vollständig in der Airtours International aufging.
Langstreckenflüge nach Thailand und in die USA wurden ab Sommer 1994 mit zwei Boeing 767 aufgenommen. Im Juli 1994 erwarb die Airtours Holding den 50%igen Anteil, den die SAS Leisure Group an der skandinavischen Chartergesellschaft Premiair besaß. Im Jahr 1996 übernahm der Touristikkonzern den dänischen Reiseveranstalter Spies Holding A/S und damit auch die restlichen Anteile an der Premiair. Die Premiair blieb als eigenständiges Tochterunternehmen bestehen und führte ihren Betrieb zunächst unter diesem Markennamen weiter. Im Jahr 1998 sicherte sich die Airtours Holding eine Mehrheitsbeteiligung am belgischen Urlaubsanbieter Sun International sowie an der alten Air Belgium, die im Jahr 2000 vollständig in die Fluggesellschaft Airtours International integriert wurde.

## MyTravel Airways

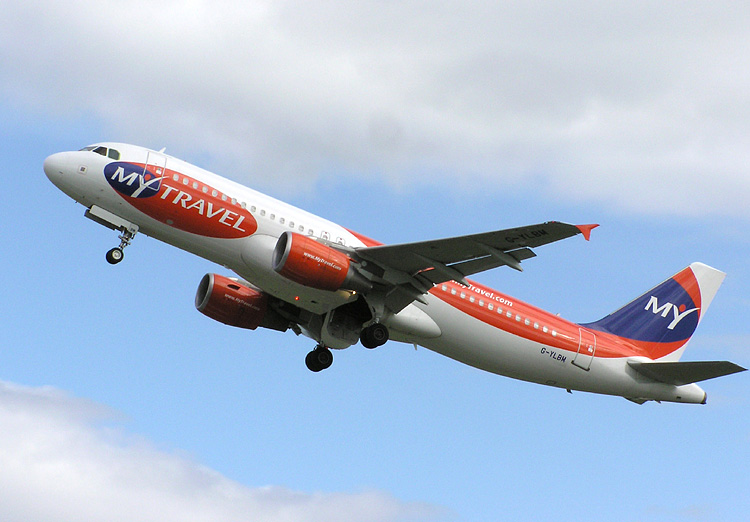
Ein Airbus A320-200 in Farben der MyTravel Airways

Im Februar 2002 wurde der Reisekonzern Airtours restrukturiert und zur MyTravel Group umfirmiert. Infolgedessen traten die zwei Fluggesellschaft des Konzerns, die britische Airtours International und die dänische Premiair, ab dem 1. Mai 2002 im Außenauftritt unter dem gemeinsamen Markennamen MyTravel Airways auf, blieben aber rechtlich zwei eigenständige Unternehmen MyTravel Airways UK und MyTravel Airways A/S.

## Fusion und Insolvenz Thomas Cook Group
Im Jahr 2007 fusionierten die MyTravel Group und die Thomas Cook AG zur Thomas Cook Group. Im Zuge der Fusion wurde die britische MyTravel Airways am 30. März 2008 in die britische Thomas Cook Airlines integriert. Die schwedische MyTravel Airways A/S benannte man parallel dazu in Thomas Cook Airlines Scandinavia um.
Am 22. September 2019 meldet der Mutterkonzern die Thomas Cook Group die Insolvenz an. Die britische Fugzeugtochter folgte am 23. September in die Insolvenz und stellte den Flugbetrieb ein. Hingegen konnte die schwedische Flugzeugtochtergesellschaft den Flugbetrieb fortführen und wurde aus der Insolvenzmasse verkauft und firmiert seit dem 31. Oktober 2019 eigenständig unter Sunclass Airlines.

## Flotte
Im Sommer 2000 bestand die Flotte der Airtours International aus 28 Flugzeugen:
- 10 Airbus A320-200
- 04 Airbus A321-200
- 03 Airbus A330-200
- 06 Boeing 757-200
- 03 Boeing 767-300ER
- 02 McDonnell Douglas DC-10

Zum Zeitpunkt des Zusammenschlusses mit der Thomas Cook Airlines bestand die Flotte der britischen MyTravel Airways aus 16 Flugzeugen:
- 7 Airbus A320-200
- 4 Airbus A321-200
- 3 Airbus A330-200
- 2 Boeing 767-300ER